# Renato Dirnei
Renato Dirnei Florêncio Santos (Santa Mercedes; 15 de mayo de 1979), conocido deportivamente como Renato, es un exfutbolista brasileño que jugaba de centrocampista. Actualmente es director ejecutivo del Santos F. C..

## Trayectoria
Renato empezó su carrera futbolística en el Guarani F. C. brasileño en el año 1998. Después de dos años jugando en este club fichó por el Santos F. C., club de más renombre en el ámbito internacional.
Su presencia se denota en el campo porque él es el que crea juego, da pases, para el balón, observa los desmarques de sus compañeros, y además de todo eso tiene un buen disparo de larga distancia.
En el año 2004 llega a Europa de la mano del Sevilla F. C., con el que consigue la Copa de la UEFA dos años consecutivos, una Supercopa de Europa, dos Copa del Rey y una Supercopa de España. En mayo de 2011, Renato volvió a Brasil para convertirse en nuevo refuerzo del Botafogo F. R..

## Selección nacional

### Participaciones en Copa América
| Copa              | Sede | Resultado | Partidos | Goles |
| ----------------- | ---- | --------- | -------- | ----- |
| Copa América 2004 | Perú | Campeón   | 6        | 0     |

### Participaciones en Copa Confederaciones
| Copa                      | Sede     | Resultado | Partidos | Goles |
| ------------------------- | -------- | --------- | -------- | ----- |
| Copa Confederaciones 2005 | Alemania | Campeón   | 5        | 0     |

## Estadísticas

### Clubes
| Club | Div.          | Temporada     | Liga  | Liga  | Copas nacionales(1) | Copas nacionales(1) | Torneos internacionales(2) | Torneos internacionales(2) | Liga estatal(3) | Liga estatal(3) | Otros(4) | Otros(4) | Total | Total |
| Club | Div.          | Temporada     | Part. | Goles | Part.               | Goles               | Part.                      | Goles                      | Part.           | Goles           | Part.    | Goles    | Part. | Goles |
| --- | ------------- | ------------- | ----- | ----- | ------------------- | ------------------- | -------------------------- | -------------------------- | --------------- | --------------- | -------- | -------- | ----- | ----- |
| Guarani F. C. · Brasil | 1.ª           | 1996          | 3     | 0     | —                   | —                   | —                          | —                          | 1               | 0               | —        | —        | 4     | 0     |
| Guarani F. C. · Brasil | 1.ª           | 1997          | 0     | 0     | —                   | —                   | —                          | —                          | 8               | 0               | —        | —        | 8     | 0     |
| Guarani F. C. · Brasil | 1.ª           | 1998          | 12    | 1     | —                   | —                   | —                          | —                          | 10              | 0               | —        | —        | 22    | 1     |
| Guarani F. C. · Brasil | 1.ª           | 1999          | 19    | 4     | 6                   | 0                   | —                          | —                          | 15              | 1               | 3        | 0        | 43    | 5     |
| Guarani F. C. · Brasil | 1.ª           | 2000          | 0     | 0     | 3                   | 0                   | —                          | —                          | 21              | 2               | —        | —        | 24    | 2     |
| Guarani F. C. · Brasil | Total club    | Total club    | 34    | 5     | 9                   | 0                   | —                          | —                          | 55              | 3               | 3        | 0        | 101   | 8     |
| Santos F. C. · Brasil | 1.ª           | 2000          | 23    | 0     | 0                   | 0                   | —                          | —                          | —               | —               | —        | —        | 23    | 0     |
| Santos F. C. · Brasil | 1.ª           | 2001          | 24    | 1     | 4                   | 1                   | —                          | —                          | 15              | 3               | 6        | 1        | 49    | 6     |
| Santos F. C. · Brasil | 1.ª           | 2002          | 31    | 2     | 1                   | 0                   | —                          | —                          | 0               | 0               | 9        | 0        | 41    | 2     |
| Santos F. C. · Brasil | 1.ª           | 2003          | 44    | 9     | —                   | —                   | 18                         | 1                          | 6               | 0               | —        | —        | 68    | 10    |
| Santos F. C. · Brasil | 1.ª           | 2004          | 5     | 0     | —                   | —                   | 9                          | 1                          | 13              | 4               | —        | —        | 27    | 5     |
| Santos F. C. · Brasil | 1.ª           | 2014          | 11    | 0     | 3                   | 0                   | —                          | —                          | —               | —               | —        | —        | 14    | 0     |
| Santos F. C. · Brasil | 1.ª           | 2015          | 25    | 0     | 11                  | 0                   | —                          | —                          | 17              | 2               | —        | —        | 53    | 2     |
| Santos F. C. · Brasil | 1.ª           | 2016          | 38    | 2     | 5                   | 1                   | —                          | —                          | 16              | 0               | —        | —        | 59    | 3     |
| Santos F. C. · Brasil | 1.ª           | 2017          | 23    | 0     | 3                   | 0                   | 8                          | 1                          | 6               | 0               | —        | —        | 40    | 1     |
| Santos F. C. · Brasil | 1.ª           | 2018          | 17    | 1     | 2                   | 0                   | 4                          | 0                          | 9               | 1               | —        | —        | 32    | 2     |
| Santos F. C. · Brasil | Total club    | Total club    | 241   | 15    | 29                  | 2                   | 39                         | 3                          | 82              | 10              | 15       | 1        | 406   | 31    |
| Sevilla F. C. · España | 1.ª           | 2004-05       | 33    | 3     | 4                   | 0                   | 7                          | 1                          | —               | —               | —        | —        | 44    | 4     |
| Sevilla F. C. · España | 1.ª           | 2005-06       | 21    | 1     | 1                   | 0                   | 9                          | 0                          | —               | —               | —        | —        | 31    | 1     |
| Sevilla F. C. · España | 1.ª           | 2006-07       | 33    | 4     | 6                   | 0                   | 8                          | 1                          | —               | —               | 1        | 1        | 48    | 6     |
| Sevilla F. C. · España | 1.ª           | 2007-08       | 28    | 4     | 4                   | 0                   | 6                          | 2                          | —               | —               | 3        | 3        | 41    | 9     |
| Sevilla F. C. · España | 1.ª           | 2008-09       | 32    | 8     | 8                   | 0                   | 5                          | 2                          | —               | —               | —        | —        | 45    | 10    |
| Sevilla F. C. · España | 1.ª           | 2009-10       | 33    | 4     | 7                   | 1                   | 5                          | 1                          | —               | —               | —        | —        | 45    | 6     |
| Sevilla F. C. · España | 1.ª           | 2010-11       | 24    | 2     | 3                   | 1                   | 4                          | 0                          | —               | —               | 1        | 0        | 32    | 3     |
| Sevilla F. C. · España | Total club    | Total club    | 204   | 26    | 33                  | 2                   | 44                         | 7                          | —               | —               | 5        | 4        | 286   | 39    |
| Botafogo F. R. · Brasil | 1.ª           | 2011          | 28    | 1     | —                   | —                   | 0                          | 0                          | —               | —               | —        | —        | 28    | 1     |
| Botafogo F. R. · Brasil | 1.ª           | 2012          | 28    | 0     | 5                   | 1                   | 2                          | 1                          | 19              | 2               | —        | —        | 54    | 4     |
| Botafogo F. R. · Brasil | 1.ª           | 2013          | 23    | 1     | 6                   | 0                   | —                          | —                          | 4               | 0               | —        | —        | 33    | 1     |
| Botafogo F. R. · Brasil | 1.ª           | 2014          | —     | —     | 0                   | 0                   | 2                          | 0                          | 9               | 1               | —        | —        | 11    | 1     |
| Botafogo F. R. · Brasil | Total club    | Total club    | 79    | 3     | 11                  | 1                   | 4                          | 1                          | 23              | 2               | —        | —        | 126   | 7     |
| Total carrera | Total carrera | Total carrera | 558   | 49    | 82                  | 5                   | 87                         | 11                         | 169             | 15              | 23       | 5        | 919   | 85    |
| (1) Incluye datos de la Copa de Brasil (1999-18) y Copa del Rey (2004-11). (2) Incluye datos de la Copa Libertadores (2003-18), Copa Sudamericana (2003-12), Copa de la UEFA (2004-09), Liga de Campeones (2007-10) y Liga Europa (2010-11). (3) Incluye datos del Campeonato Paulista (1996-18) y Taça Río (2012-13) y Campeonato Carioca (2013-14). (4) Incluye datos de los playoff del Campeonato Brasileño de Fútbol (1999), Torneo Río-São Paulo (2001-02), Supercopa de Europa (2006-07) y Supercopa de España (2007-10). |               |               |       |       |                     |                     |                            |                            |                 |                 |          |          |       |       |

### Selección nacional
| Selección         | Año   | Amistoso | Amistoso | Sudamérica | Sudamérica | Copa América | Copa América | Confederaciones | Confederaciones | Total | Total |
| Selección         | Año   | Part.    | Goles    | Part.      | Goles      | Part.        | Goles        | Part.           | Goles           | Part. | Goles |
| ----------------- | ----- | -------- | -------- | ---------- | ---------- | ------------ | ------------ | --------------- | --------------- | ----- | ----- |
| Absoluta · Brasil | 2003  | —        | —        | 4          | 0          | —            | —            | —               | —               | 4     | 0     |
| Absoluta · Brasil | 2004  | 2        | 0        | 5          | 0          | 6            | 0            | —               | —               | 13    | 0     |
| Absoluta · Brasil | 2005  | 2        | 0        | 4          | 0          | —            | —            | 5               | 0               | 11    | 0     |
| Total             | Total | 4        | 0        | 13         | 0          | 6            | 0            | 5               | 0               | 28    | 0     |

## Palmarés

### Campeonatos estatales
| Título              | Club           | Estado         | Año  |
| ------------------- | -------------- | -------------- | ---- |
| Campeonato Carioca  | Botafogo F. R. | Río de Janeiro | 2013 |
| Campeonato Paulista | Santos F. C.   | São Paulo      | 2015 |
| Campeonato Paulista | Santos F. C.   | São Paulo      | 2016 |

### Campeonatos nacionales
| Título              | Club          | País   | Año  |
| ------------------- | ------------- | ------ | ---- |
| Brasileirão         | Santos F. C.  | Brasil | 2002 |
| Brasileirão         | Santos F. C.  | Brasil | 2004 |
| Copa del Rey        | Sevilla F. C. | España | 2007 |
| Supercopa de España | Sevilla F. C. | España | 2007 |
| Copa del Rey        | Sevilla F. C. | España | 2010 |

### Campeonatos internacionales
| Título               | Club                | Sede      | Año  |
| -------------------- | ------------------- | --------- | ---- |
| Copa América         | Selección de Brasil | Perú      | 2004 |
| Copa Confederaciones | Selección de Brasil | Alemania  | 2005 |
| Copa de la UEFA      | Sevilla F. C.       | Eindhoven | 2006 |
| Supercopa de Europa  | Sevilla F. C.       | Mónaco    | 2006 |
| Copa de la UEFA      | Sevilla F. C.       | Glasgow   | 2007 |